# Lichtsterkte (fotografie)
De lichtsterkte van een lens, objectief of optisch instrument is een maat voor de hoeveelheid licht die het opvangt en nuttig gebruikt om een beeld te vormen.
In het menselijk oog wordt de lichtsterkte bepaald door de grootte van de pupil, die zich aanpast aan de hoeveelheid beschikbaar licht. In helder zonlicht is de opening ongeveer een millimeter, in diepe duisternis 7 of 8 millimeter. Hoewel dit een oppervlaktevergroting is van ongeveer 100 maal zijn met lenzen veel grotere lichtsterkten te halen, evenredig aan de oppervlakte van de lens. Lichtsterke lenzen zijn dus groter en zwaarder dan minder lichtsterke en hebben meer last van optische fouten zoals sferische en chromatische aberratie.
Zogenaamde nachtkijkers hebben grote objectieflenzen.
In de fotografie wordt de lichtsterkte van een objectief uitgedrukt in een getal dat de maximale diafragma-opening weergeeft.
Naast de zuiver optisch werkende lichtsterke instrumenten zijn er in de laatste decennia elektronische lichtversterkers ontwikkeld die worden gebruikt in nachtzichtapparatuur.